# کبوتر جنگی

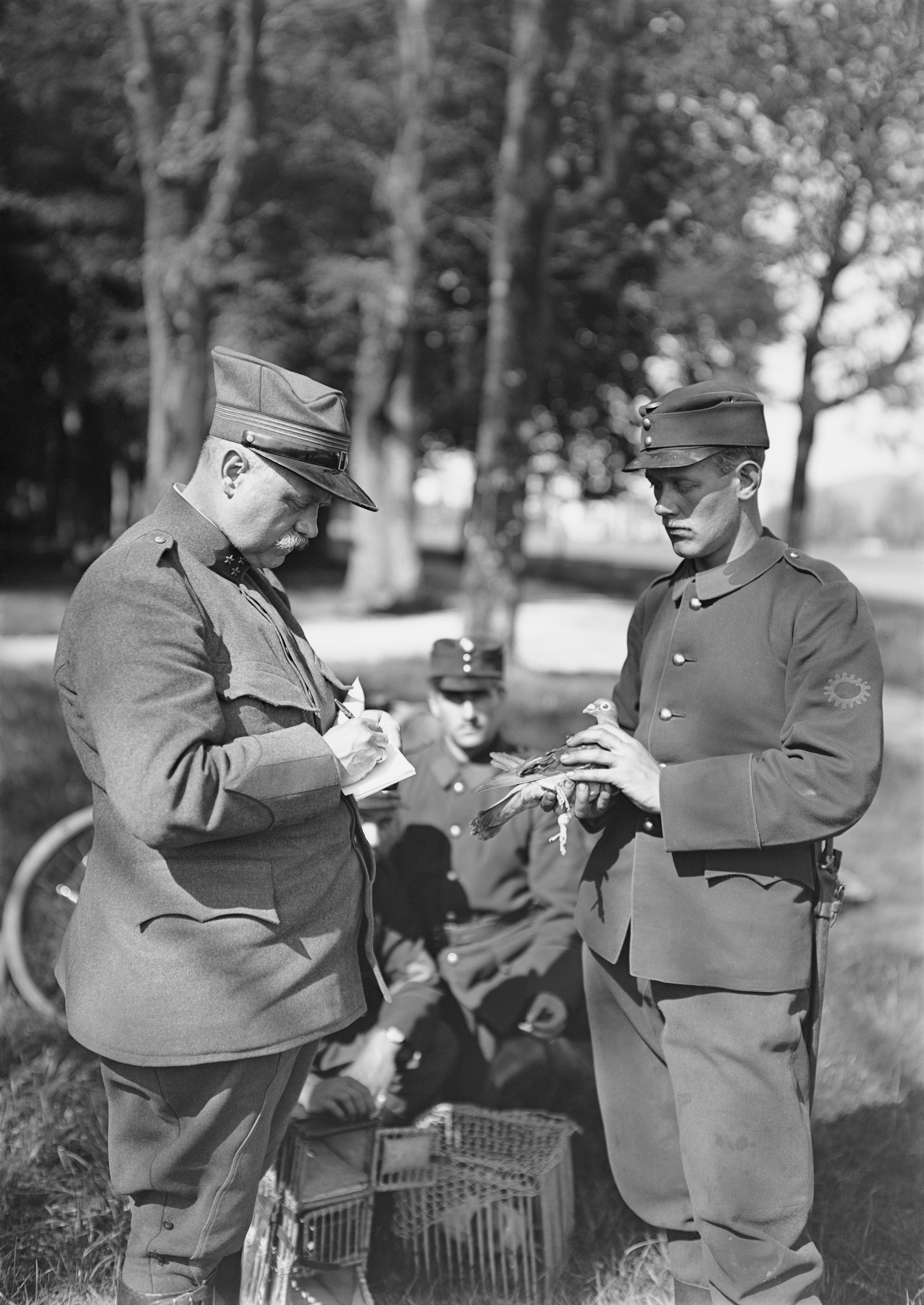
ارسال پیام به وسیله کبوتر نامه‌بر در ارتش سوئیس در طول جنگ جهانی اول

کبوترهای خانگی از دیرباز نقش مهمی در جنگ ایفا کرده‌اند. به دلیل توانایی، سرعت و ارتفاع، اغلب به عنوان پیام رسان نظامی مورد استفاده قرار می‌گرفتند. کبوترهای حامل پیامی که در جنگ جهانی اول و دوم استفاده شدند، از نژاد کبوترهای مسابقه کبوترپرانی بودند. به چر امی صلیب نظامی، به ۳۲ کبوتر نشان دیکین اهدا شده است.